# Pompeo Colonna
Pompeo Colonna (né le 12 mai 1479 à Rome, alors capitale des États pontificaux et mort à Naples le 28 juin 1532) est un cardinal italien du XVIe siècle.
Pompeo Colonna est le grand-oncle du cardinal Marco Antonio Colonna, seniore (1565).
Les autres membres de la famille Colonna ayant été cardinaux sont : Giovanni Colonna (1212), Giacomo Colonna (1278), Pietro Colonna (1288), Giovanni Colonna (1327), Agapito Colonna (1378), Stefano Colonna (1378), Oddone Colonna,  le pape Martin V (1405), Prospero Colonna (1426), Giovanni Colonna (1480), Ascanio Colonna (1586),  Girolamo Colonna (1627), Carlo Colonna (1706),  Prospero Colonna (1739), Prospero Colonna di Sciarra (1743)  Marcantonio Colonna (1759), Pietro Colonna (1766) et Benedetto Barberini (1828).

## Biographie
Pompeo Colonna est chanoine à la basilique Saint-Pierre et abbé commendataire de l'abbaye de  Subiaco de 1507 à 1513, de Grottaferrata et de Frascati à partir de 1508. Il est élu évêque de Rieti en 1508 et participe au cinquième concile du Latran. Il profite d'une grave maladie du pape Jules II pour inciter les Romains à se libérer du pouvoir des papes. Mais Jules II se rétablit et il perd tous ses bénéfices. Le successeur de Jules II, le pape Léon X,  le rétablit dans ses fonctions. 
Léon X le crée cardinal-diacre lors du consistoire du 1er juillet 1517. Le cardinal Colonna sera successivement administrateur apostolique de Terni, de Potenza, de Catania, d'Acerno, de Rossano, d'Aquila, d'Aversa, de Sarno, de Rossano et de Monreale. Il est vice-chancelier de l'Église de 1524 à 1526.
À l'automne 1523, il avait vainement tenté de se faire élire pape lors du conclave réuni après la mort d'Adrien VI. Il dut se résigner à laisser désigner son rival, Jules de Médicis, qui prit le nom de Clément VII.
Après l'invasion de Rome par Marcello Colonna en septembre 1526, le pape  déclare les Colonna ennemis de l'Église, coupables de lesa maestà et de rébellion. Le cardinal Colonna est excommunié et perd sa dignité cardinalice. La sentence est lue le 21 novembre 1526. Il sera rétabli en mars 1527.
En mai 1527, il entre dans Rome en compagnie d'Hugues de Moncade et des troupes napolitaines, deux jours après que les lansquenets et les Espagnols ont mis la ville à sac. Certains notables romains trouveront refuge dans son palais.
Peu après le décès de Philibert de Chalon à la bataille de Gavinana, le 3 août 1530, le cardinal Colonna est nommé vice-roi de Naples par l'empereur Charles Quint. Il devient en outre son légat à Bologne et dans la Marche d'Ancône.
À l'initiative d'un lettré de Sienne, Claudio Tolomei, ce prélat réunit auprès de lui une académie vouée à l’illustration des écrits de Vitruve où l'on trouve l'épigraphiste espagnol Luis de Lucena et le cardinal Cervini.